# 马里安·塔瓦伊
马里安·塔瓦伊（波蘭語：Marian Tałaj，1950年12月22日—），波兰男子柔道运动员。他曾代表波兰参加1972年和1976年夏季奥林匹克运动会柔道比赛，其中1976年奥运会获得一枚铜牌。